# هيئة تطوير ينبع وأملج والوجه وضباء
هيئة تطوير ينبع وأملج والوجه وضباء هي هيئة حكومية سعودية أنشئت بأمر ملكي في 15 أكتوبر 2021.